# Pantalla ancha
La pantalla ancha o pantalla panorámica (en inglés: widescreen) es cualquier formato de imagen con relación de aspecto horizontalmente más grande (más ancha) 16:9 que 4:3, estándar de la academia utilizado por la televisión analógica.

## Historia
El formato de pantalla ancha aparece en Hollywood a fines de la década de 1920, en diversos cortos e informativos para cine. Su estreno coincide con el boom de las películas en 3 dimensiones y la utilización de lentes estereoscópicas de colores rojo y azul (anaglifos), estrenadas en 1915.  
En 1927 el inventor francés Henri Chrétien utiliza la pantalla panorámica por primera vez en su film Napoleón, con el propósito de dar mayor espectacularidad a las escenas sin necesidad de usar tres cámaras; añadiendo un objetivo a la cámara con el fin de que abarcase una escena más ancha de lo normal en el formato convencional de la cinta de la película. En el momento de proyectar la cinta, un objetivo polar opuesto descomprimía la imagen y la proyectaba sobre la pantalla el gran formato original.
Inicialmente se consideraba que la pantalla ancha en vez de aumentar el realismo, por la forma y el tamaño espectaculares de la pantalla tendía a la estilizar y dar más realce al espectáculo. Esto por los problemas potenciales que le causaba al estilo clásico de rodar, como la escasa profundidad de campo, que cuanto más lejos esté el primer término con respecto a la cámara, mayor sería la profundidad de campo potencial. El proceso de la pantalla ancha afecta la duración de la toma y la composición del plano. Lo que hace que la innovadora pantalla ancha no tiene un efecto tan radical. 
Las innovaciones en la pantalla ancha fueron procesos hechos por empresas pequeñas o independientes. Sin embargo, estas compañías empezaron a plantear problemas. La imagen proyectada sólo se podía ampliar hasta cierto punto sin perder los estándares de calidad, como brillo y definición. Por lo que los ingenieros tuvieron que aumentar el área expuesta al negativo original, tanto como VistaVision, como Cinemascope adaptaron sus películas. Para poder hacer estos cambios, la fábricas de pequeña escala y los estudios pidieron cooperación de los principales fabricantes y  de las agencias intermediarias. Una vez que el sector de producción se decidió por la pantalla ancha, las compañías de servicios se volvieron fuentes importantes de investigación y desarrollo.
Durante la Gran Depresión de la década de 1930 los estudios se vieron obligados a utilizar formatos de pantalla ancha de menor amplitud para bajar sus costos, pero no fue hasta comienzos de los años 1950, ante la arrolladora irrupción de la televisión, que los estudios volvieron a utilizar relaciones de aspecto mayores. En 1953, la 20th Century Fox produce la primera película americana en gran formato para dotar de un carácter épico a La túnica sagrada, rodada por Henry Koster en Cinemascope, el antecesor del sistema que hoy conocemos por Panavisión, el más utilizado hoy en día. El legado que sobrevive hasta nuestros días es la pantalla ancha o panorámica.

## La pantalla ancha en el telehogar
Hasta antes de la irrupción de los DVD en los hogares (1996-1997), ver una película de cine en el televisor 4:3 convencional significaba visualizarla de manera parcial, perdiendo parte importante de la composición original. El DVD casero permitió al público volver a disfrutar de películas en su formato original. El costo asociado a esta elección es que los televisores convencionales (4:3), al ajustar la imagen a su ancho widescreen natural, provocan dos bandas negras en la parte superior e inferior de la pantalla; sin embargo, la televisión de alta definición, entre muchas ventajas, comenzó a fomentar la aparición de televisores con pantalla ancha (OLED) de Phillips, evitando así el problema de visualizar estas bandas. 
En su mayoría, las películas en formato DVD Vídeo/Blu-ray son comercializadas con una relación de 16:9, el estándar por excelencia de la televisión digital, lo que ha llevado a muchos, erróneamente, a asociar el término widescreen exclusivamente con dicha nomenclatura, ignorando el amplio espectro de medidas existentes.

## Técnicas
En la aplicación temprana de la pantalla ancha provoca una transición hacia planos de mayor duración. El intervalo típico está entre los 180 y los 350 planos por hora para las películas en CinemaScope, en comparación con los 300-520 planos por hora de las películas que no utilizaban este sistema. En práctica, la media duración del plano de películas de pantalla ancha eran entre cuatro y siete segundos más larga de lo habitual de once segundos de las películas hechas con otro sistema. Sin embargo, después de 1955, una película de CinemaScope podía contener entre 200 y 600 planos por hora.
Conscientes de la importancia de la historia visual, muchos directores y productoras de cine han optado por ingeniosas técnicas para evitar que una película en formato widescreen sufra perdidas importantes al visualizarse en formatos 4:3. Una de las técnicas utilizadas para preservar parte de la composición original de la película es la conocida con el nombre de Super 35, denominación asignada al formato del lente de la cámara, que consiste en que el cuadro de aspecto widescreen es contenido dentro de un cuadro superior de 4:3. La técnica es la preferida de algunos directores, como James Cameron.
Otras películas, como las basadas en animación digital, se dan el lujo de reacomodar escenas enteras, y reubicar personajes en pantalla según la relación de aspecto de la pantalla en la cual serán presentadas, como la película A Bug's Life (Bichos), de 1998, producida por los estudios Disney y la compañía Pixar.